# Straken
 (avril 2024).
Si vous disposez d'ouvrages ou d'articles de référence ou si vous connaissez des sites web de qualité traitant du thème abordé ici, merci de compléter l'article en donnant les références utiles à sa vérifiabilité et en les liant à la section « Notes et références ».
Straken est un roman de médiéval-fantastique écrit en 2005 par Terry Brooks. Il s'agit du troisième tome de la trilogie Le Haut Druide de Shannara.

## Résumé des trois premiers chapitres
4620 : Le jeune Pen Ohmsford accepte de se rendre aux druides contre la promesse qu'il ne sera rien fait à ses compagnons. Il est alors embarqué de force à bord d'un navire aérien et convoyé pour la cité druidique de Paranor. Khyber, l'un de ses compagnons parvient à se glisser à bord d'un des navires. Pendant le voyage, les druides Traunt Rowan et Pyson Wence interrogent le jeune garçon. Ils parviennent à lui faire avouer que le bâton que celui-ci a monté à bord est en réalité une noircanne, un artefact capable de transport un être humain vers le royaume des démons... 

## Personnages principaux
- Penderrin Ohmsford, fils de Bek Ohmsford et neveu du Haut Druide.
- Khyber Elessedil, nièce du druide Ahren Elessedil et sœur du roi des elfes.
- Kermadec, maturin d'un village troll et ancien capitaine des gardes du Haut Druide.

## Éditions françaises
- 2011 : Straken, éditions Bragelonne, traduction de Mathilde Roger (format livre).